# Ixora amplexicaulis
Ixora amplexicaulis är en måreväxtart som beskrevs av John Wynn Gillespie. Ixora amplexicaulis ingår i släktet Ixora och familjen måreväxter. Inga underarter finns listade i Catalogue of Life.